# Urduliz
Urduliz – gmina w Hiszpanii, w prowincji Biskaja, w Kraju Basków, o powierzchni 7,82 km². W 2011 roku gmina liczyła 3631 mieszkańców.